# Adolphe Bousquet
Adolphe René Bousquet (* 14. August 1899 in Maraussan, Hérault; † 17. März 1972 in Béziers) war ein französischer Rugby-Union-Spieler. Der Fly-Half gewann mit der französischen Auswahl 1920 und 1924 jeweils Silber beim olympischen Rugbyturnier und wurde mit seinem Verein Racing Club de France französischer Vizemeister.
Auf Vereinsebene spielte Bousquet bei AS Béziers und RC de France. 1920 gehörte er zum Kader der XV de France, als diese Silber beim olympischen Rugbyturnier gewann; beim Turnier 1924 gehörte er wieder zum Aufgebot. Er kam beim Eröffnungsspiel gegen Rumänien zum Einsatz. Außerhalb der olympischen Turniere wurde er jedoch nur bei zwei Testspielen eingesetzt: gegen England und Irland bei den Five Nations 1921.
Sein Neffe Roger Bousquet war ebenfalls erfolgreicher Rugbyspieler.